# 磐田王
磐田王（いわたおう、生年不詳 - 承和元年2月11日（834年3月24日））は、平安時代初期の皇族。名は石田王・岩田王とも記される。位階は従四位上。

## 経歴
弘仁6年（815年）従五位下に叙爵し、嵯峨朝末の弘仁13年（822年）従五位上に昇叙される。
天長6年（829年）正五位下、天長8年（831年）従四位下と淳和朝後半に昇進し、仁明朝初頭の天長10年（833年）従四位上に至る。承和元年（834年）2月11日卒去。

## 官歴
『六国史』による。
- 時期不詳：正六位上
- 弘仁6年（815年） 正月8日：従五位下
- 弘仁13年（822年） 正月7日：従五位上
- 天長6年（829年） 正月7日：正五位下
- 天長8年（831年） 正月4日：従四位下
- 天長10年（833年） 11月18日：従四位上
- 承和元年（834年） 2月11日：卒去